# Eppinger General-Anzeiger
Der Eppinger General-Anzeiger war eine von 1928 bis 1936 im badischen Eppingen erscheinende Tageszeitung.
Am 26. September 1928 erschien die erste Ausgabe des Eppinger General-Anzeigers. Der Gründer Eugen Hermann Kepner (* 1. Februar 1903 in Eppingen), Sohn des Buchbinders Wilhelm Kepner (* 15. Juli 1880; † 30. Mai 1953), hatte seine Firma E. Kepner’sche Buchdruckerei und Verlag/Buchbinderei am Marktplatz in Eppingen.
Im Jahr 1936 wurde der Eppinger General-Anzeiger verboten und der Zeitungsverlag geschlossen. Eugen Kepner führte den Betrieb als Druckerei weiter.